# San Zeno di Montagna
San Zeno di Montagna là một đô thị ở tỉnh Verona trong vùng Veneto của Ý, có cự ly khoảng 130 km về phía tây của Venice và khoảng 30 km về phía tây bắc của Verona. Tại thời điểm ngày 31 tháng 12 năm 2004, đô thị này có dân số 1.328 người và diện tích là 28,2 km².
Đô thị San Zeno di Montagna có các frazioni (đơn vị trực thuộc, chủ yếu là các làng) Lumini and Prada.
San Zeno di Montagna giáp các đô thị: Brenzone, Caprino Veronese, Costermano, Ferrara di Monte Baldovà Torri del Benaco.